# Boiga dightoni
Boiga dightoni är en ormart som beskrevs av Boulenger 1894. Boiga dightoni ingår i släktet Boiga och familjen snokar. Inga underarter finns listade.
Arten förekommer i delstaten Kerala i Indien. Honor lägger ägg. Ormen lever i kulliga områden och i bergstrakter mellan 800 och 1100 meter över havet. Individerna vistas i ganska kyliga skogar och i angränsande landskap.
Inget är känt om populationens storlek och möjliga hot. IUCN listar arten med kunskapsbrist (DD).